# Marco Aurelio Denegri
Marco Aurelio Denegri Santa Gadea (Lima, 16 de maio de 1938 - 27 de julho de 2018) foi um intelectual peruano, crítico literário, apresentador de televisão e sexólogo peruano.

## Infância e educação
Filho de Julio Ernesto Denegri Cornejo - neto de Marco Aurelio Denegri Valega - e Leonor Santa Gadea Arana. Ele freqüentou o Colégio San Andrés (antiga escola anglo-peruana). Mais tarde, ele estudou Direito na Universidade Nacional Maior de São Marcos e, em seguida, Sexologia e Sociologia. Ele reconhece que passou por muitas universidades; no entanto, ele se considera "poligrafo autodidata".

## Carreira
Durante a década de 1970, Denegri foi o diretor da revista Revista Científica e Artística de Cultural Sexual - Fáscinum. Sua primeira edição foi publicada em abril de 1972.
Sua carreira na televisão peruana começou em 1973. Ele apresentou, de 1997 a 2000, A solas con Marco Aurélio Denegri na falta Cable Magico Cultural. Ele demitiu-se em 2000 e, depois, mudou-se para as fileiras da então chamada Televisão Nacional do Peru - atual TV Perú -, graças aos esforços de José Watanabe, e lá conduziu um programa chamado La función de la palabra, onde abordou vários aspectos da cultura - da música à beleza das mãos - embora ele considerasse contracultural.
Escreveu artigos para vários jornais peruanos, compilados sob o título deste e do da Universidade Ricardo Palma. Ele escreveu uma coluna semanal para o El Comercio.

## Morte
Ele morreu em 27 de julho de 2018 aos 80 anos de idade devido a enfisema pulmonar.

## Obras
- Fáscinum. Ensayos sexológicos. Palabras preliminares de Carlos Alberto Seguín. Lima: Asociación de Estudios Humanísticos, 1972. 231 p. Contiene los ensayos Obscenidad, pornografía y censura y ¿Y qué fue realmente lo que hizo Onán?, más una Bibliografía en español sobre la obscenidad, la pornografía y la censura.
- ¿Y qué fue realmente lo que hizo Onán?; Lima: Kavia Kobaya Editores, 1996.
- Normalidad y anormalidad & El asesino desorganizado; Lima: Umbra, 2000. (ISBN 978-612-4050-56-5)
- De esto y de aquello; Lima: Universidad Ricardo Palma, 2006. (ISBN 9972-236-16-1)
- Hechos y opiniones acerca de la mujer; Lima: Editorial San Marcos, 2008. (ISBN 978-612-302-834-3)
- Cajonística y vallejística; Lima: Editorial San Marcos, 2009. (ISBN 978-9972-38-682-4)
- Miscelánea humanística; Lima, Perú: Fondo Editorial de la Universidad Inca Garcilaso de la Vega, 2010. (ISBN 978-612-4050-14-5)
- Lexicografía; Lima: Editorial San Marcos, 2011. (ISBN 978-612-302-421-5)
- Obscenidad y Pornografía; Lima, Perú: Fondo Editorial Universidad Inca Garcilaso de la Vega, 2012. (ISBN 978-612-4050-52-7)
- Esmórgasbord; Lima, Perú: Fondo Editorial de la Universidad Inca Garcilaso de la Vega, 2011. (ISBN 978-612-4050-28-2)
- La niña masturbación y su madrastra tabú; Lima, Perú: Fondo Editorial de la Universidad Inca Garcilaso de la Vega, 2015. (ISBN 978-612-4050-85-5)
- Poliantea; Lima, Perú: Fondo Editorial de la Universidad Inca Garcilaso de la Vega, 2014. (ISBN 978-612-4050-72-5)
- Polimatía; Lima, Perú: Fondo Editorial de la Universidad Inca Garcilaso de la Vega, 2014. (ISBN 978-612-4050-78-7)
- Arte y Ciencia en la Gallistica; Lima, Perú: Fondo Editorial de la Universidad Inca Garcilaso de la Vega, 2015. (ISBN 978-612-4050-92-3)
- Mixtifori; Lima, Perú: Fondo Editorial de la Universidad Inca Garcilaso de la Vega, 2017. (ISBN 978-612-4340-12-3)